# NetWare Core Protocol
NetWare Core Protocol (NCP) – protokół sieciowy, opracowany i wykorzystywany przez firmę Novell, używany głównie pod kontrolą systemu operacyjnego NetWare.

## Zastosowanie
NCP służy do uzyskiwania dostępu do plików, katalogów, drukarek sieciowych, synchronizacji zegara systemowego, zarządzania pocztą elektroniczną, zdalnego wywoływania poleceń w trybie terminalowym  i innych usług sieciowych. W Novell eDirectory NCP używany jest do synchronizacji wymiany danych między serwerami.

## Implementacje
NCP został, częściowo, zaimplementowany w innych systemach operacyjnych: Linux, Microsoft Windows NT i pochodnych Unixa. Wyróżniamy dwa typy implementacji:

### serwerowe
- MARS NWE (niem.) – emulator NetWare 3.x dla Linuxa na licencji GPL.
- usługa udostępniania plików i drukarek dla NetWare, firmy Microsoft.

### klienckie
- NetWare Client dla Mac OS X, firmy Prosoft Engineering. prosofteng.com. [zarchiwizowane z tego adresu (2008-04-19)]. (ang.)
- ncpfs – klient NCP dla Linuxa, na licencji GPL. freshmeat.net. [zarchiwizowane z tego adresu (2008-05-15)]. (ang.)
- klient dla systemu NetWare, firmy Microsoft.